# Hosta (botânica)
Hosta  é um gênero botânico da família Asparagaceae, nativo do noroeste da Ásia.

## Sinonímia
Hoseanthus

## Espécies
Composto por 111 espécies:
Hosta albofarinosa
Hosta albomarginata
Hosta albopicta
Hosta alismifolia
Hosta apoiensis
Hosta aequinoctiiantha
Hosta atropurpurea
Hosta aureomarginata
Hosta bella
Hosta calliantha
Hosta campanulata
Hosta capitata
Hosta caput
Hosta caerulea
Hosta cathayana
Hosta chibai
Hosta clausa
Hosta clavata
Hosta coerulea
Hosta crassifolia
Hosta crispula
Hosta cucullata
Hosta decora
Hosta decorata
Hosta densa
Hosta elata
Hosta ensata
Hosta erromena
Hosta fluctuans
Hosta fortunei
Hosta gigantea
Hosta glauca
Hosta gracillima
Hosta grandiflora
Hosta grandifolia
Hosta harunaensis
Hosta helenioides
Hosta helonioides
Hosta hippeastrum
Hosta Hybride
Hosta Hybride-Cv.
Hosta Hybride-Cv. NR
Hosta hypoleuca
Hosta ibukiensis
Hosta intermedia
Hosta japonica
Hosta jonesii
Hosta kikutii
Hosta kikuttii
Hosta kikutii hort.
Hosta kiyosumiensis
Hosta koryama
Hosta lancifolia
Hosta latifolia
Hosta laevigata
Hosta liliiflora
Hosta longifolia
Hosta longipes
Hosta longipes latifolia
Hosta longissima
Hosta microcalycina
Hosta minor
Hosta miquelii
Hosta mira
Hosta montana
Hosta nakaiana
Hosta nameckii
Hosta Neue
Hosta nigrescens
Hosta odorata
Hosta okamii
Hosta okamotoi
Hosta opipara
Hosta pachyscapa
Hosta petrophila
Hosta plantaginea
Hosta polyneuron
Hosta praecox
Hosta pulchella
Hosta pycnophylla
Hosta pyramidata
Hosta rectifolia
Hosta rohdeifolia
Hosta rupifraga
Hosta sachalinensis
Hosta sacra
Hosta setacea
Hosta shikokiana
Hosta sieboldii
Hosta sieboldiana
Hosta sieboldinana
Hosta sparsa
Hosta subcordata
Hosta takahashii
Hosta takiensis
Hosta taquetii
Hosta tardiana
Hosta tardiflora
Hosta Tardiflora-Hybride
Hosta tardiva
Hosta tibae
Hosta tokudama
Hosta tortifrons
Hosta tosana
Hosta tsushimensis
Hosta undulata
Hosta ventricosa
Hosta venusta
Hosta viridis
Hosta yingeri
Hosta Hybriden